# 航天工程师列表
此為航天工程师列表。

## B
- 冯·布劳恩（英語：Wernher von Braun）：美籍德裔航天工程师，弹道导弹的发明人，阿波罗计划总工程师。航天工程先驱。

## C
- 弗拉基米尔·切洛梅（俄語：Влади́мир Никола́евич Челоме́й）：苏联火箭专家。曾设计质子号火箭。

## G
- 罗伯特·戈达德（英語：Robert Hutchings Goddard）:液体火箭发明人。
- 瓦朗坦·格卢什科：苏联火箭专家。

## K
- 谢尔盖·帕夫洛维奇·科罗廖夫（英語：俄語：）：洲际导弹、人造卫星、载人飞船的发明人。太空竞赛时期苏联航天系统工程领导。
- 尼古莱·库兹涅佐夫：苏联火箭专家。NK-15和NK-33的设计师。
- 西奥多·冯·卡门(德語：Theodore von Kármán)：匈牙利裔美国工程师和物理学家。空气动力学专家。

## R
- 博特·鲁坦（英語：Burt Rutan）：太空船一号及太空船二号的设计师。

## T
- 康斯坦丁·齐奥尔科夫斯基（俄語：Константин Эдуардович Циолковский）：俄国科学家和火箭专家。航天理论的奠基人。

## Y
- 米哈伊尔·库兹米奇·扬格利(俄語：Янгель, Михаил Кузьмич)：苏联火箭专家。旋风号运载火箭的设计师。

## 钱
- 钱骥：空间物理学和航天专家。中国人造卫星工程负责人。
- 钱学森：空气动力学家，JPL前主任，中国航天工程奠基人。

## 袁
- 袁家军：神舟飞船总指挥。